# دويل غلاس
دويل غلاس (بالإنجليزية: Doyle Glass)‏ هو نحات ومؤرخ أمريكي، ولد في 22 يناير 1962 في مدلاند في الولايات المتحدة.